# SATTS
El SATTS (acrónimo de Standard Arabic Technical Transliteration System, Sistema de transliteración técnica del árabe estándar) es un estándar que utiliza el ejército de los Estados Unidos para transcribir el alfabeto árabe con letras del alfabeto latino.

## Letras primarias
| Forma aislada | Forma inicial | Forma mediana | Forma final | Nombre | Trans.     | Valor      |
| ------------- | ------------- | ------------- | ----------- | ------ | ---------- | ---------- |
| ﺀ             | أ, إ, ؤ, ئ    | أ, إ, ؤ, ئ    | أ, إ, ؤ, ئ  | hamza  | ʾ / ’      | [ʔ]        |
| ﺍ             | —             | —             | ﺎ           | ʾalif  | ʾ / ā      | [aː]       |
| ﺏ             | ﺑ             | ﺒ             | ﺐ           | bāʾ    | b          | [b]        |
| ﺕ             | ﺗ             | ﺘ             | ﺖ           | tāʾ    | t          | [t]        |
| ﺙ             | ﺛ             | ﺜ             | ﺚ           | ṯāʾ    | ṯ / th     | [θ]        |
| ﺝ             | ﺟ             | ﺠ             | ﺞ           | ǧīm    | ǧ / y      | [ʤ]        |
| ﺡ             | ﺣ             | ﺤ             | ﺢ           | ḥāʾ    | ḥ          | [ħ]        |
| ﺥ             | ﺧ             | ﺨ             | ﺦ           | jāʾ    | ḫ / ẖ / j  | [x]        |
| ﺩ             | —             | —             | ﺪ           | dāl    | d          | [d]        |
| ﺫ             | —             | —             | ﺬ           | ḏāl    | ḏ / dh     | [ð]        |
| ﺭ             | —             | —             | ﺮ           | rāʾ    | r          | [r]        |
| ﺯ             | —             | —             | ﺰ           | zāy    | z          | [z]        |
| ﺱ             | ﺳ             | ﺴ             | ﺲ           | sīn    | s          | [s]        |
| ﺵ             | ﺷ             | ﺸ             | ﺶ           | šīn    | š / sh     | [ʃ]        |
| ﺹ             | ﺻ             | ﺼ             | ﺺ           | ṣād    | ṣ          | [sˁ]       |
| ﺽ             | ﺿ             | ﻀ             | ﺾ           | ḍād    | ḍ          | [dˁ], [ðˤ] |
| ﻁ             | ﻃ             | ﻄ             | ﻂ           | ṭāʾ    | ṭ          | [tˁ]       |
| ﻅ             | ﻇ             | ﻈ             | ﻆ           | ẓāʾ    | ẓ          | [zˁ], [ðˁ] |
| ﻉ             | ﻋ             | ﻌ             | ﻊ           | ʿayn   | ʿ / ‘      | [ʔˤ]       |
| ﻍ             | ﻏ             | ﻐ             | ﻎ           | ġayn   | ġ / g / gh | [ɣ]        |
| ﻑ             | ﻓ             | ﻔ             | ﻒ           | fāʾ    | f          | [f]        |
| ﻕ             | ﻗ             | ﻘ             | ﻖ           | qāf    | q          | [q]        |
| ﻙ             | ﻛ             | ﻜ             | ﻚ           | kāf    | k          | [k]        |
| ﻝ             | ﻟ             | ﻠ             | ﻞ           | lām    | l          | [l]        |
| ﻡ             | ﻣ             | ﻤ             | ﻢ           | mīm    | m          | [m]        |
| ﻥ             | ﻧ             | ﻨ             | ﻦ           | nūn    | n          | [n]        |
| ﻩ             | ﻫ             | ﻬ             | ﻪ           | hāʾ    | h          | [h]        |
| ﻭ             | —             | —             | ﻮ           | wāw    | w          | [w]        |
| ﻱ             | ﻳ             | ﻴ             | ﻲ           | yāʾ    | y          | [j]        |

## Otras letras
| Forma aislada | Forma inicial | Forma mediana | Forma final | Nombre        | Trans.            | Valor       |
| ------------- | ------------- | ------------- | ----------- | ------------- | ----------------- | ----------- |
| ﺓ             | —             | —             | ﺔ           | tāʾ marbūṭa   | h y t / Ø / h / ẗ | [t], [h], Ø |
| ﻯ             | —             | —             | ﻰ           | ʾalif maqṣūra | à                 | [(a)ː]      |
| ﻻ             | —             | —             | ﻼ           | lām ʾalif     | lā                | [l(a)ː]     |

- Datos: Q7598173